# Claude Perrault

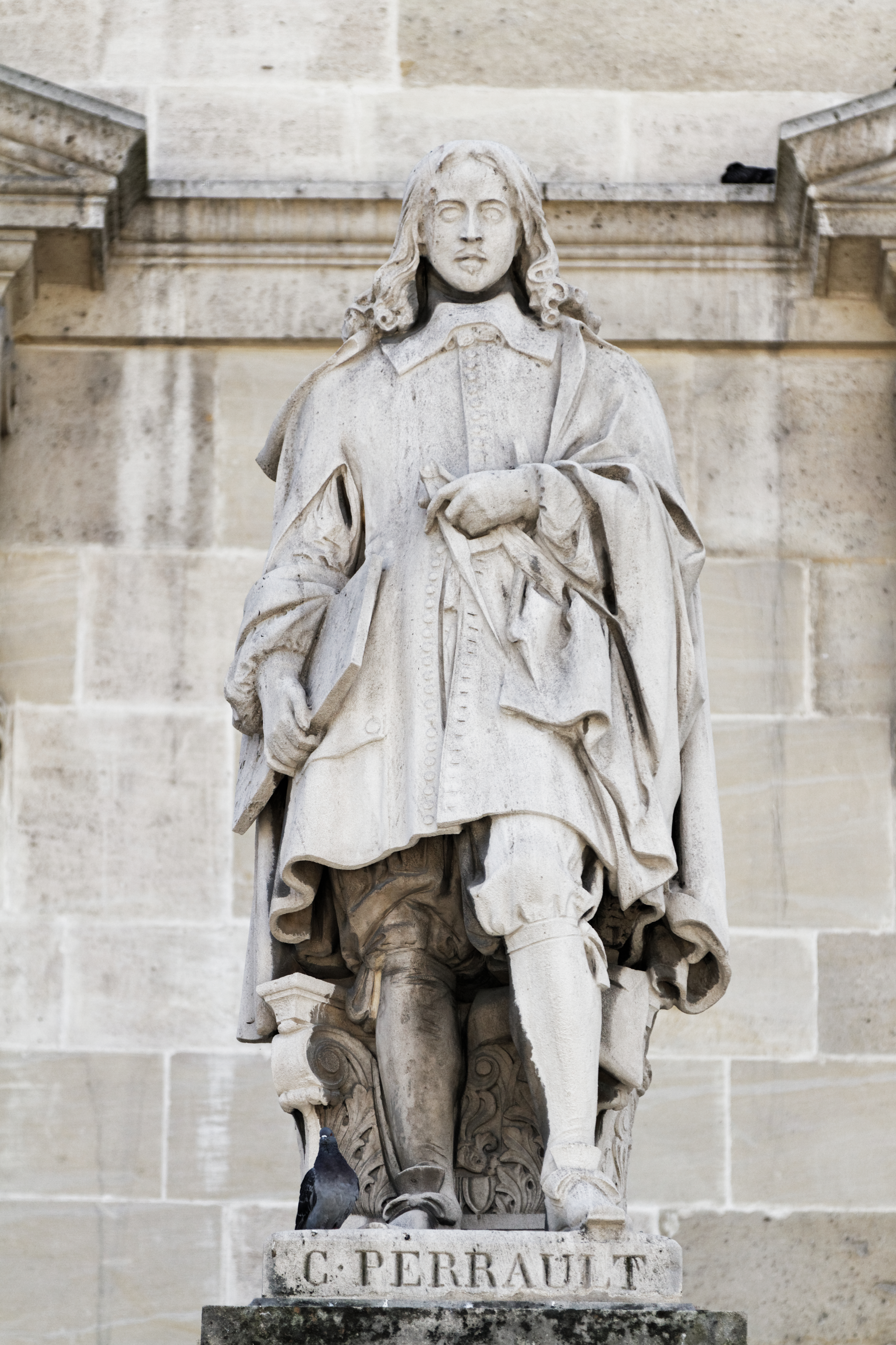
Szobra a Louvre épületén

Claude Perrault (Párizs, 1613. szeptember 25. - Párizs, 1688. október 9.) francia  építész, a francia klasszicizmus egyik kiváló mestere, a Louvre egyik építésze. Charles Perrault testvére.

## Művei
Főműve a Louvre keleti homlokzata, amelyre annak idején Bernini is készített tervet. Perrault két sarok- és egy középrizalittal tagozza a homlokzatot, amelynek földszintjét mintegy lábazatnak fogja föl s egész simán hagyja, míg az emeletet teljes magasságában hatalmas korinthusi architektúrába foglalja, amelyet páros pillérek, illetőleg páros oszlopok alkotnak: az utóbbiak teljesen szabadon állnak s mögöttük galéria húzódik végig. Innen a homlokzat neve: „La colonnade“. Mint a francia klasszicizmus legtöbb alkotásánál, itt is bizonyos hűvösséget állapíthatunk meg, de a monumentális elgondolás és a formanyelv nemessége nem vitatható. Perraulttól ered a Louvre déli homlokzata is, ez azonban kevésbé jelentős.

## Publikációi
- Les Murs de Troye ou l’origine du burlesque. Livre 1 : Les Frères Perrault et Beaurain (1653), Réédition: texte établi, présenté et annoté par Yvette Saupé, Tübingen, Narr, 2001.
- Les Dix Livres d’architecture de Vitruve, corrigez et traduits nouvellement en françois avec des notes et des figures (1673) Texte en ligne
- Ordonnance des cinq espèces de colonnes selon la méthode des anciens (1683) Texte en ligne
- Abregé des dix livres d’Architecture de Vitruve, Paris, Jean-Baptiste Coignard, 1674 Texte en ligne
- Du bruit et de la musique des Anciens, extrait des Œuvres diverses de physique et de mécanique, Tome 2 ; et Préface manuscrite du Traité de la musique de Claude Perrault (1721)
- Mémoires pour servir à l’histoire naturelle des animaux, dans Mémoires de l’Académie royale des sciences depuis 1666 jusqu’en 1699 (1729-1734)
- Mémoires de ma vie. Voyage à Bordeaux (1669), publiés avec une introduction, des notes et un index, par Paul Bonnefon, H. Laurens, Paris, 1909. Texte en ligne
- Ouvrages d'architecture sur le site « Architectura » du CESR

## Emlékezete
Versailles-ban utcát neveztek el róla (rue Claude-Perrault).